# 제54매사추세츠 의용보병연대

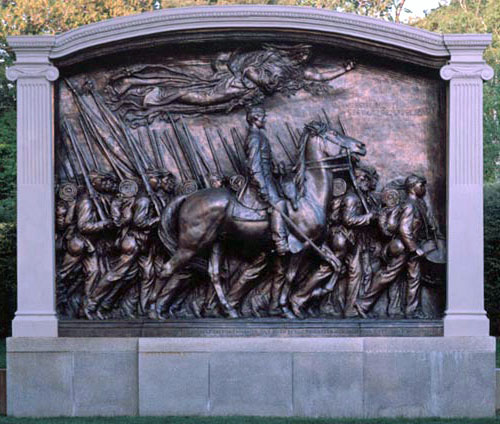
로버트 굴드 쇼 기념 부조

매사추세츠 54 지원병 연대는 미국 남북 전쟁 기간 중 활약한 최초의 아프리카계 미국인(흑인)으로 구성된 정규 보병연대로서, 자유 흑인들과 도망노예들을 사병으로, 장교 및 부사관들은 백인들로 구성되어 편성되었으나, 윌리엄 H. 카니같은 흑인 부사관들도 있었다.

## 역사
남북전쟁 발발 후, 미국의 흑인들도 북군에 복무하기를 희망하는 자들도 있었지만, 모두 "이 전쟁은 연방을 위한 백인들의 전쟁"이라는 이유로 입대를 거부당했다. 그러나, 1862년 노예 해방 선언 이후 에이브러햄 링컨 대통령은 흑인(African - American)의 입대를 허용하였다. 전쟁성 장관 에드윈 M. 스탠튼은 백인 장교들이 유색인 부대를 지휘하게 하도록 결정했고, 1863년 초, 매사추세츠 주지사 존 A. 앤드루가 전쟁성에 흑인 지원병 연대 창설을 요청하여 승인을 받음으로써 1863년 3월에 54연대가 창설되었다.
초대 지휘관은 로버트 굴드 쇼 대령이었으며, 쇼 대령은 앤드루 주지사가 직접 선택한 인물이었다. 연대의 나머지 백인 장교들은 쇼가 직접 엄선해서 선택했다. 모 기지는 매사추세츠주 레드빌에 위치한 캠프 메이지에 두었고, 쇼 대령의 부모를 포함한 노예제도 폐지론자들이 지원병을 모집하기 시작했다. 이 부대에는 최초의 흑인 민권운동가인 프레드릭 더글라스의 아들도 있었다. 앤드루 주지사는 이들 흑인 지원병들에게 백인 지원병들과 동등한 보수 및 대우를 약속했고, 54연대는 백인 장교 37명과 흑인 사병 1,007명으로 구성되었다. 1,007명 중에서 매사추세츠주 출신은 133명에 불과했다. 보스턴 출신이 27명, 뉴베드포드에서 39명, 나머지 33명은 버크셔 카운티에서 왔다.
쇼 대령은 본래 뉴욕 주방위군 7 연대와 매사추세츠 2 연대를 거친 장교로, 보스턴의 명망가 출신으로서 노예해방론자였다. 연대의 모든 장교 및 부사관은 연대장 쇼 대령을 비롯하여 모두 백인이었으나, 미군 역사상 최초의 유색인 부사관도 배출하였다. 그들 중 가장 유명한 사람은 역시 최초로 의회명예훈장을 수상한 윌리엄 H. 카니 상사다.
1863년 7월 18일, 54 연대는 와그너 요새를 공격하였다. 그러나 이 전투에서 매사추세츠 54 연대는 전 병력의 40%를 잃는 큰 피해를 입었고, 공격은 실패로 돌아갔다. 전사자 중에는 연대장 쇼 대령도 포함되어 있었고, 카니 상사는 중상을 입었지만, 살아남았다.
와그너 요새 전투 후 연대는 플로리다로 이동하여 계속 참전하였으며, 와그너 요새 전투 후 수많은 흑인 부대들이 창설되어 전쟁에 참전하였다.

## 같이 보기
- 영광의 깃발 - 54연대를 소재로 한 1989년 개봉 영화.
- 로버트 굴드 쇼
- 윌리엄 H. 카니